# Шалы (Атюрьевский район)
Шалы — упразднённое село в Атюрьевском районе Мордовии. Входило в состав Аргинского сельского поселения. Упразднено в 2007 году.

## География
Располагалось на левом берегу реки Ляча в месте впадения в неё ручья Шуварка, в 9 км к северо-западу от села Арга.

## История
В «Списке населённых мест Тамбовской губернии за 1866» Шала (Ляча) владельческое село из 65 дворов входящее в состав Темниковского уезда.

## Население
По переписи 2002 года в селе проживало 2 человека. 
Согласно результатам Всероссийской переписи населения 2002 года, в национальной структуре населения мордва составляла 100 %.